# Dieter Langguth
Dieter Langguth (* 2. Januar 1937 in Leipzig) ist ein deutscher  ehemaliger FDJ- und SED-Funktionär. Von 1977 bis 1984 war er Chefredakteur des FDJ-Zentralorgans Junge Welt.

## Leben
Langguth wurde in Leipzig als Sohn eines Arbeiters geboren und wuchs dort auf. Er besuchte in der DDR die Erweiterte Oberschule, wo er 1955 das Abitur ablegte. Anschließend diente er bis 1957 in der Kasernierten Volkspolizei bzw. nach deren Umwandlung in der Nationalen Volksarmee. Eine Wehrpflicht bestand damals in der DDR nicht, aber linientreue Jugendliche wurden „freiwillig“ zu den „bewaffneten Organen“ delegiert. Nach dem Wehrdienst absolvierte Langguth ein einjähriges Volontariat bei der SED-Zeitung Das Volk, Redaktion Nordhausen, bevor er 1958 ein Studium an der Fakultät für Journalistik an der Karl-Marx-Universität Leipzig aufnahm. 1960 war er Praktikant bei der Jungen Welt, wo er nach Studienabschluss 1962 als Redakteur anfing. Die Tageszeitung Junge Welt (JW) war damals mit einer täglichen Auflage von knapp 300.000 Exemplaren eine der auflagenstärksten Tageszeitungen der DDR. 1977 wurde Langguth nach Stationen als Abteilungsleiter (1964) und als stellvertretender Chefredakteur (1971) als Nachfolger von Klaus Raddatz zum Chefredakteur der Jungen Welt berufen. Von 1977 bis 1984 war Langguth parallel zu seiner Arbeit bei der Jungen Welt Mitglied des Büros und Sekretär im Zentralrat der FDJ.
Nach seiner Ablösung als JW-Chefredakteur durch Hans-Dieter Schütt war Langguth ab 1984 stellvertretender Leiter der Abteilung Agitation im ZK der SED. Er war einer von vier stellvertretenden Abteilungsleitern unter Heinz Geggel, und als Sektionsleiter Presse für Druckerzeugnisse zuständig. In dieser Funktion war Langguth an der zentralen Lenkung und Vorzensur der Medien der DDR führend beteiligt. Bei den jeden Donnerstag im ZK der SED stattfindenden Sitzungen („Argu“ genannt) der Abteilung Agitation mit den Chefredakteuren der Massenmedien der DDR wurden diese auf Linie gebracht. Im Sommer 1989 setzte Langguth einen Chefredakteur der NBI ab und beförderte einen Mitarbeiter der Abteilung Agitation auf den Posten. Noch im September 1989 drohte Langguth in der Donnerstags-Sitzung Redakteuren der Wochenpost mit Ablösung und Neukonzeption des für DDR-Verhältnisse kritischen Blattes. Mit der friedlichen Revolution in der DDR verlor Langguth diesen Posten. Im Januar 1990 wurden er zusammen mit Joachim Herrmann, Heinz Geggel, und Eberhard Fensch als Verantwortliche für den Medienmissbrauch vom Kongress des VDJ aus dem Berufsverband der DDR-Journalisten ausgeschlossen.
1990 rechnete er im Stern selbstkritisch mit seiner Tätigkeit und den Massenmedien der DDR ab.

## Schriften
- Widerstand im Zieldorf : Tatsachenbericht. Deutscher Militärverlag, Berlin 1971. (Mit Max Stoll, über einen „Aufstand“ 1945 in Felgentreu, Heftroman-Reihe Tatsachen, Nr. 121)
- Aufstand im Zieldorf : Tatsachenbericht. Deutscher Militärverlag, Berlin 1971. (Mit Max Stoll, Fortsetzung, Heftroman-Reihe Tatsachen, Nr. 122)
- Dissertation o. T., 1971. (Promotion zum Dr. phil.[1])
- Mordkommission. Darf ich reinkommen? Books on Demand, Norderstedt 2006. (Mit Sigrid Langguth, drei Kriminalerzählungen)